# Mitoyenneté
 (avril 2007).
La mitoyenneté est un régime d'indivision forcée qui concerne les clôtures séparatives (murs, haies, fossés). Elle est régie en France par l'article 7 de la loi du 10 juillet 1965, lorsqu'elle entre dans le cadre d'un logement en copropriété ou est définie dans le Code civil dans les autres cas. Cet article précise que, sont présumés mitoyens entre les locaux qu'ils séparent, les cloisons ou murs, séparant des parties privatives et non compris dans le gros œuvre.
La mitoyenneté se définit par trois caractéristiques principales :
- Elle concerne un bien susceptible de propriété partagée. Ce bien peut être un mur, une clôture, une haie, une barrière ou un fossé. À l’origine, seuls les murs étaient concernés par le Code civil, mais la loi du 20 août 1880 a élargi son application à tout ouvrage ou plantation situé sur la ligne séparative, bien que certaines règles spécifiques continuent de s’appliquer uniquement aux murs.

- Elle implique que le bien soit situé sur la ligne séparative, c'est-à-dire la frontière entre deux terrains contigus. Cette ligne est définie par une opération de bornage, qui consiste à fixer les limites entre deux propriétés et à les matérialiser par des bornes. Ainsi, un mur, une haie ou une clôture ne peut être considéré comme mitoyen que s'il est placé sur cette ligne.

- Elle confère aux propriétaires des terrains séparés par le bien un droit de propriété commun, exercé en indivision. Cependant, contrairement à l’indivision classique, ce droit ne peut pas faire l’objet d’une demande de partage.

## Établissement et preuves de la mitoyenneté
La mitoyenneté peut être établie par différents moyens. Elle peut résulter d'un accord entre voisins, matérialisé par un acte écrit ou verbal. En l'absence de document formel, la jurisprudence présume la mitoyenneté lorsque le mur ou la clôture a été construit à frais communs. Elle peut également être imposée par un acte unilatéral, un propriétaire ayant le droit de rendre mitoyen un mur situé sur la ligne séparative, sous réserve de rembourser la moitié de sa valeur de construction et, si nécessaire, la moitié de la valeur du sol. Par ailleurs, la prescription acquisitive permet d'acquérir la mitoyenneté après une possession continue, paisible et publique de trente ans. Enfin, en milieu urbain, l'exercice du droit de se clore oblige un propriétaire à contribuer à la construction d'une clôture commune.
La preuve de la mitoyenneté peut être apportée par divers moyens. Un titre juridique, tel qu'un acte de vente ou un acte notarié, constitue une preuve solide mais non irréfutable. La prescription acquisitive offre une autre voie, permettant d'établir la mitoyenneté après trente ans d'usage continu et non contesté. Enfin, des présomptions légales s'appliquent, notamment celle prévue par l'article 666 du Code civil, qui stipule que toute clôture séparant deux fonds est réputée mitoyenne, sauf preuve contraire.

## Droits et obligations des copropriétaires
Les droits conférés par la mitoyenneté incluent l'utilisation de l'élément séparatif pour les besoins des deux copropriétaires, comme l'appui de constructions ou la surélévation, sous réserve de respecter les droits de l'autre partie. Parallèlement, les copropriétaires ont des obligations, notamment l'entretien et la conservation de l'élément mitoyen, ainsi que l'interdiction de pratiquer des ouvertures sans l'accord préalable et écrit de l'autre.
La mitoyenneté peut s'éteindre dans plusieurs situations. Elle disparaît lorsque l'un des copropriétaires abandonne ses droits, transformant ainsi le bien en propriété exclusive de l'autre. Si une voie publique ou un espace tiers vient à séparer les fonds, la mitoyenneté prend également fin. Enfin, elle peut cesser par un acte formel d'abandon volontaire.

## Mur mitoyen
Un mur est mitoyen lorsqu'il sépare deux parcelles et appartient aux deux propriétaires. La propriété et les charges inhérentes à l'entretien des mitoyennetés sont détaillées par le code civil (cette notion de mitoyenneté n'existait pas dans le droit romain parce que les maisons à Rome étaient isolées (insulae). Les rapports de mitoyenneté forcée n'existaient donc pas).
Un mur n'est pas mitoyen lorsque des titres notariés le prouvent ou que le mur est conçu d'une manière qui prouve qu'il n'est pas mitoyen. Sont alors présents les éléments suivants :
- un plan incliné : il y a marque de non mitoyenneté lorsque la sommité du mur est droite et à plomb de son parement d'un côté, et présente de l'autre un plan incliné placé afin que les eaux de pluie ne tombent que de ce côté. On suppose que le propriétaire de ce côté n'aurait pas consenti à recevoir seul les eaux, si le mur avait été mitoyen. Dans ces cas, le mur est censé appartenir exclusivement au propriétaire du côté duquel sort l'égout.
- un chaperon. C'est le sommet du mur formant un plan incliné ordinairement de chaque côté : s'il n'existe que d'un seul côté, le motif indiqué pour le plan incliné fait de la même façon naître la présomption de non mitoyenneté.
- des filets. C'est la partie du chaperon qui déborde le mur et facilite la chute de l'eau, sans dégradation du mur : même raison.
- des corbeaux. Ce sont des pierres en saillie qu'on plaçait dans le mur en le construisant, afin de poser des poutres dessus, lorsque par la suite on voulait bâtir ; celui qui s'est ainsi réservé de bâtir sur ce mur doit en être seul propriétaire. Il ne faut pas confondre ces corbeaux avec les harpes ou pierres d'attente, qu'on fait saillir du côté du voisin, pour que, s'il vient à bâtir à son tour, les deux maisons se trouvent liées ensemble[5].

En 1814, le Tour d'échelle désigne un espace de trois pieds de large que doit laisser un propriétaire entre son mur et la propriété de son voisin.
La réparation et la reconstruction d'un mur mitoyen sont à la charge de tous les propriétaires au prorata de leur propriété (article 655 du Code civil).
Un des propriétaires peut se soustraire aux travaux de réparation et reconstruction (article 656 du Code civil), par abandon de propriété.

## Mitoyenneté «verticale»
Peut se dire d'une mitoyenneté entraînant une copropriété verticale

## En droit québécois
En droit québécois, les règles en matière de mitoyenneté sont énoncées aux articles 1002 à 1008 du Code civil du Québec. En particulier, l'art. 1004 C.c.Q. affirme que tout propriétaire peut acquérir la mitoyenneté d'un mur privatif en remboursant au propriétaire la moitié du coût.

« 1004. Tout propriétaire peut acquérir la mitoyenneté d’un mur privatif joignant directement la ligne séparative en remboursant au propriétaire du mur la moitié du coût de la portion rendue mitoyenne et, le cas échéant, la moitié de la valeur du sol utilisé. Le coût du mur est estimé à la date de l’acquisition de sa mitoyenneté compte tenu de l’état dans lequel il se trouve. »